# IC 4370
IC 4370 ist eine Spiralgalaxie vom Hubble-Typ Sc im Sternbild Jagdhunde am Nordsternhimmel. Sie ist rund 845 Millionen Lichtjahre von der Milchstraße entfernt.
Das Objekt wurde am 3. Juli 1896 von Stéphane Javelle entdeckt.